# Chester (Oklahoma)
Chester es un lugar designado por el censo ubicado en el condado de Major  en el estado estadounidense de Oklahoma. En el año 2010 tenía una población de 117 habitantes y una densidad poblacional de 11,36 personas por km².

## Geografía
Chester se encuentra ubicado en las coordenadas 36°12′56.43″N 98°55′16.83″O / 36.2156750, -98.9213417 (36.215676° -98.921341°). Según la Oficina del Censo de los Estados Unidos, Chester tiene una superficie total de 3,986 mi² (10,3 km²), de la cual 3,983 mi² (10,3 km²) corresponden a tierra firme y 0,003 mi² (0 km²) es agua.